# Monzabonsee
Monzabonsee är en sjö i Österrike.   Den ligger i distriktet Bludenz och förbundslandet Vorarlberg, i den västra delen av landet, 500 km väster om huvudstaden Wien. Monzabonsee ligger 2 227 meter över havet.
Trakten runt Monzabonsee består i huvudsak av gräsmarker. Runt Monzabonsee är det ganska glesbefolkat, med 27 invånare per kvadratkilometer.